# Międzybórz
Pour les articles homonymes, voir Międzybórz (homonymie).
Międzybórz est une ville de Pologne, située dans l'ouest du pays, dans la voïvodie de Basse-Silésie. Elle est le chef-lieu de la gmina de Międzybórz, dans le powiat d'Oleśnica.